# Maria do Rosário

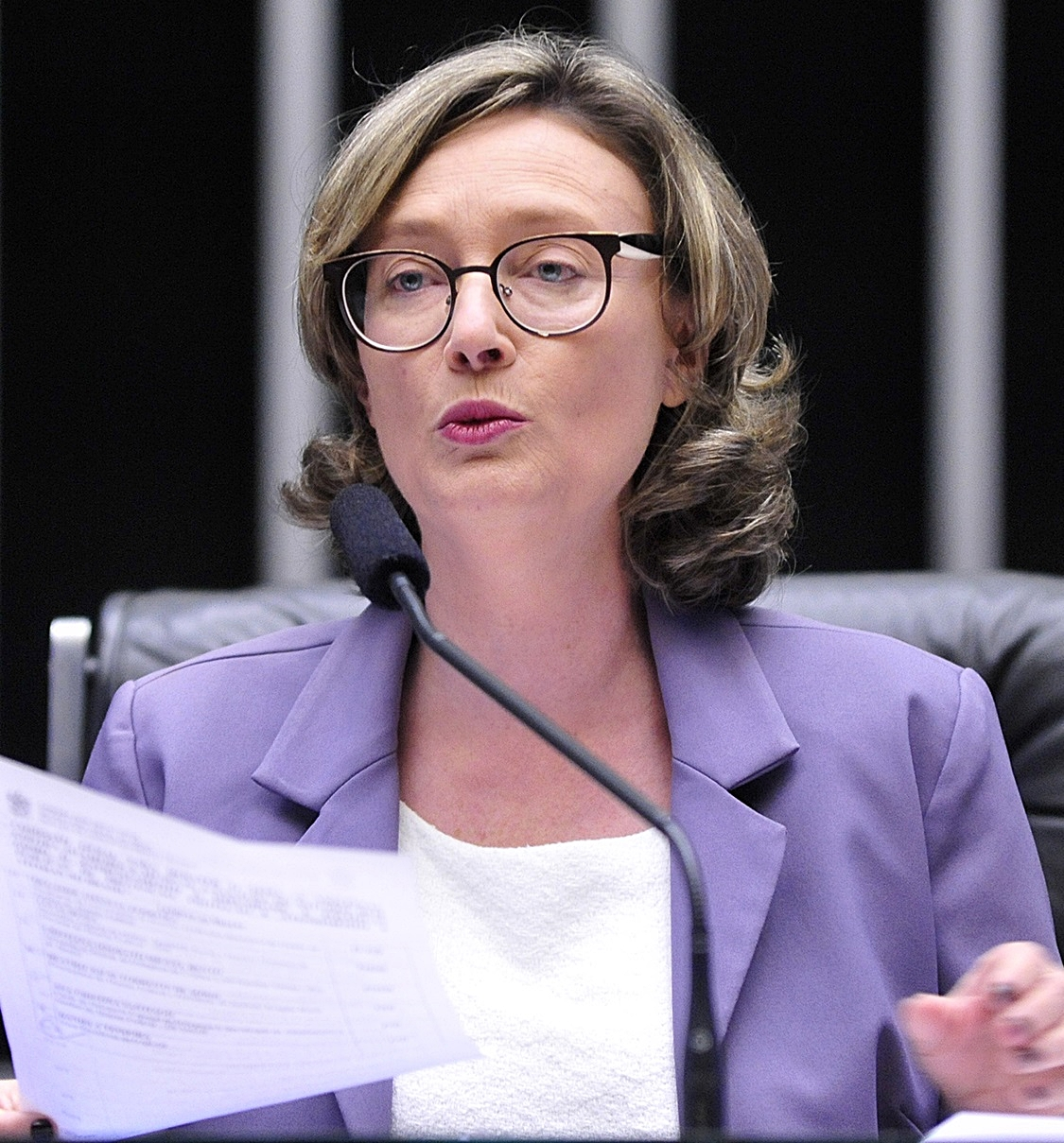
Maria do Rosário (2016)

Maria do Rosário Nunes (* 22. November 1966 in Veranópolis, Bundesstaat Rio Grande do Sul) ist eine brasilianische Politikerin und Mitglied der Abgeordnetenkammer. Sie gehört dem Partido dos Trabalhadores (PT, Partei der Arbeiter) an und ist für ihre Arbeit als Menschenrechtsverteidigerin bekannt.

## Leben
Maria do Rosário, Tochter von Agilio Nunes und Hilda Fiorentin Nunes, studierte von 1987 bis 1993 Pädagogik in der Bundesuniversität von Rio Grande do Sul (UFRGS) in Porto Alegre. Im Jahr 1999 spezialisierte sie sich zum Thema häusliche Gewalt an der Universität von São Paulo (USP). 2009 erhielt sie den Magistergrad in Erziehungswissenschaft an der UFRGS mit einer Arbeit Pedofilização e Mercado. O corpo-produto de crianças e adolescentes na era de direitos do Brasil („Pädophilisierung und Markt. Das Körperprodukt von Kindern und Jugendlichen in Brasiliens Recht“).
Zurzeit absolviert sie auch an der UFRGS ein Doktorandenstudium in Politikwissenschaft.

### Politische Karriere
Sie begann ihre Karriere im Partido Comunista do Brasil (Kommunistische Partei von Brasilien), für die sie bei den Kommunalwahlen in Brasilien 1992 mit 7555 Stimmen zur Stadträtin der Landeshauptstadt Porto Alegre gewählt wurde. Im folgenden Jahr trat sie dem PT bei und wurde 1996 wiedergewählt, diesmal mit mehr als 20.000 Stimmen. Vom 1. Februar 1999 bis 1. Februar 2003 war sie als Landesparlamentarierin mit 77.000 Stimmen in der Legislativversammlung von Rio Grande do Sul vertreten, bei den folgenden Wahlen in Brasilien 2002 kandidierte sie als Bundesabgeordnete. Seit dem 1. Februar 2003 vertritt sie ihren Heimatstaat Rio Grande do Sul in der brasilianischen Abgeordnetenkammer, inzwischen von der 52. bis 56. Legislaturperiode, wobei sie zuletzt bei den Wahlen in Brasilien 2018 1,66 % oder 97.303 der gültigen Stimmen erreichte.
Vom 1. Januar 2011 bis 2. April 2014 war sie von Dilma Rousseff in deren erstem Kabinett zur Staatssekretärin im Ministerrang für Menschenrechte (portugiesisch Ministra Chefe da Secretaria dos Direitos Humanos) ernannt worden.
Als Staatsabgeordnete war sie Vorsitzende der Bürgerschaft und des Komitees für Menschenrechte und Vizepräsidentin der gesetzgebenden Versammlung für zwei Jahre.

## Kontroversen
Rosário wurde 2003 im Abgeordnetenhaus von dem damaligen Abgeordneten und späteren Staatspräsidenten Jair Bolsonaro,  nachdem sie ihn zuvor einen Vergewaltiger genannt hatte, mit den Worten beleidigt:

„Jamais estupraria você porque você não merece.“
„Ich würde dich nie vergewaltigen, weil du es nicht verdient hast.“

Ebenso sagte Bolsonaro über Rosário, die ihn einen Vergewaltiger genannt hatte, im Februar 2015:

„Ela não merece porque ela é muito ruim, porque ela é muito feia. Não faz meu gênero. Jamais a estupraria.“
„Sie verdient es nicht [vergewaltigt zu werden], weil sie sehr hässlich ist. Sie ist nicht mein Typ. Ich würde sie nie vergewaltigen.“

 Hierfür wurde er zu einer Geldentschädigung von 10.000 Reais verurteilt, was der Oberste Gerichtshof bestätigte.
Rosário wurde von einem der ehemaligen Direktoren der Odebrecht Group, Alexandrino de Salles Ramos de Alencar, im Rahmen der Ermittlungen in der Korruptionsaffäre Operation Lava Jato beschuldigt, illegale Wahlkampfhilfen in Höhe von 150.000 R$ für den Wahlkampf 2010 angenommen zu haben, was sie bestritt.

## Schriften
Rosário Nunes veröffentlichte mehrere Schriften und politische Beiträge, ihr Autorenname lautet auch M. R. Nunes.